# Bivacco Andrea Bafile
Il Bivacco Andrea Bafile è stato un bivacco situato nell'Appennino abruzzese, sul massiccio del Gran Sasso d'Italia, sul versante meridionale del Corno Grande, nel territorio del comune di Isola del Gran Sasso (provincia di Teramo - Abruzzo), intitolato al militare Andrea Bafile.

## Descrizione
Si trattava di un tipico bivacco d'alta quota, ovvero una struttura metallica (dimensioni: 2,40 × 2,80 m di lato con 9 posti letto), adibito a ricovero per escursionisti e alpinisti, installato nel 1966 e rimosso nel 2024.
Situato a circa 2.660 m s.l.m., su uno sperone roccioso a strapiombo del versante meridionale del Corno Grande al di sotto del Torrione Cambi e della Vetta Centrale. Era raggiungibile tramite una breve via ferrata da Campo Imperatore attraverso la Via normale al Gran Sasso deviando per la direttissima al Corno Grande ed ancora a destra attraversando la Comba. La vista spaziava a sud su Monte Aquila e Monte Brancastello, la sottostante Valle dell'Inferno con il sentiero geologico che sale da Isola del Gran Sasso e sullo sfondo parte del teramano.
Il 16 Novembre 2024 è stato rimosso a causa delle precarie condizioni in cui versava, dopo quasi 60 anni, e verrà sostituito in futuro da un nuovo Bivacco. 